# Приозёрск
Приозёрск (каз. Приозерск) — город в Карагандинской области Казахстана, административный центр военного полигона Сары-Шаган. Расположен в пустыне Бетпак-Дала (в Голодной Степи) на полуострове Коржынтубек озера Балхаш на 10 км юго-восточнее железнодорожной станции Сары-Шаган железной дороги Моинты — Шу, построенной в 1956 году. В 15 км от города находится военный аэродром «Камбала».
Расстояние от города Приозёрска до Караганды (областного центра) — 546 километров, до столицы Казахстана Астаны — 736 километров.

## История
Город Приозёрск основан в 1956 году, его населением стал военный и гражданский персонал 10-го научно-исследовательского испытательного полигона систем противоракетной обороны (ПРО) Сары-Шаган. Как и при создании ракетных полигонов Капустин Яр и НИИП-5 (Байконур), основными критериями выбора местности для полигона были — наличие малонаселённой равнинной безлесной местности, большое количество безоблачных дней и отсутствие ценных сельхозугодий. Маршал Неделин вспоминал: 

Это очень суровый пустынный район, необжитой, непригодный даже для выпаса отар. Каменистая бесплодная и безводная пустыня. Но главный жилгородок противоракетного полигона можно будет привязать к озеру Балхаш. В нём пресная, хотя и жестковатая, вода, и городок будет блаженствовать, если можно применить это слово к пустыне.— Кисунько Г. В. Секретная зона: Исповедь генерального конструктора. – М.: Современник, 1996.
В 1950-х — 1970-х годах на полигоне проводились испытания систем обнаружения и уничтожения средств доставки ядерных зарядов и ракет-перехватчиков для систем ПРО, в рамках гонки вооружения с США.

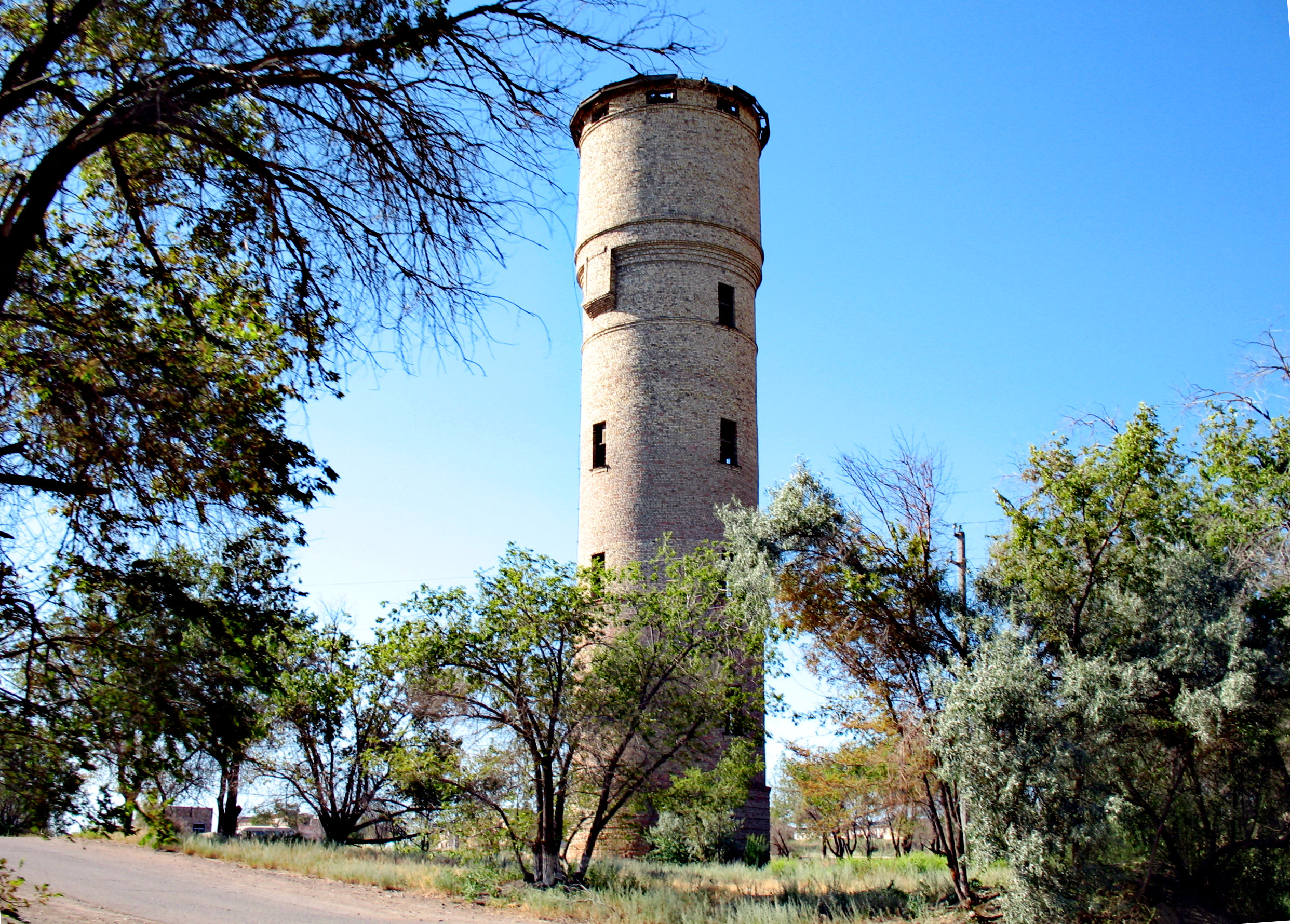
Приозёрск. Водонапорная башня

После обретения Казахстаном независимости между российской и казахстанской стороной было заключено соглашение, по которому Россия арендовала часть объектов испытательного полигона на срок 50 лет и продолжает использоваться для совершенствования состоящих на вооружении и разработки новых систем вооружений ПРО и противовоздушной обороны (ПВО). Код номерных знаков транспортных средств 10 ГИП Минобороны России — 92.
В декабре 1992 года в городе из-за проведения взрывных работ произошла коммунальная катастрофа, были повреждены трубы городского водозабора. Город полностью оказался без воды, отопления, частично — и без канализации. Проблему устраняли всем городом[значимость факта?].
В 1990-х годах значимость полигона уменьшилась, частично была выведена из эксплуатации и заброшена, оборудование демонтировано. Оставшаяся инфраструктура частично использована вооружёнными силами республики Казахстан для размещения воинских частей и создания собственного центра подготовки специалистов для различных родов войск.
С 2005 года въезд в город Приозёрск осуществляется без пропусков. До 2009 года казахстанская дорожная полиция на КПП фиксировала время въезда, модель автомобиля и госномер; с 2009 года данные большинства въезжающих автомобилей не фиксируются.
В конце декабря 2010 года — начале января 2011 года в городе создалась чрезвычайная ситуация: при сильных морозах вышла из строя котельная, вследствие чего ряд часть социальных и жилых объектов лишилась отопления. Было возбуждено уголовное дело в отношении ряда городских чиновников. Был уволен аким города — Кайрат Смагулов и вместо него назначен Ерлан Утешев, ранее работавший акимом Шахтинска.

## Инфраструктура
На 1993 год в городе проживало около 19 000 человек и имелось:
- 289 жилых домов, с общим количеством квартир 7085;
- 12 гостиниц и общежитий с общим количеством мест 1932;
- 11 детских садов на 2480 мест;
- 4 средние школы на 4088 учащихся;
- 5 отдельно стоящих и 11 встроенных магазинов;
- 5 ресторанов и столовых;
- два кинотеатра и ГДО;
- дворец пионеров и школьников;
- телестудия и телецентр.

## Население
Национальный состав (на начало 2022 года):
- казахи — 8097 (60,75 %)
- русские — 4165 (31,25 %)
- украинцы — 272 (2,04 %)
- немцы — 87 (0,65 %)
- татары — 126 (0,95 %)
- белорусы — 61 (0,46 %)
- корейцы — 46 (0,35 %)
- чеченцы — 5 (0,04 %)
- башкиры — 17 (0,13 %)
- поляки — 9 (0,07 %)
- азербайджанцы — 570 (7 %)
- молдоване — 13 (0,10 %)
- мордва — 5 (0,04 %)
- узбеки — 107 (0,80 %)
- чуваши — 2 (0,02 %)
- греки — 6 (0,05 %)
- литовцы — 2 (0,02 %)
- другие — 196 (1,47 %)

Всего — 13 430 жителей

## Памятники и достопримечательности

### Памятник В. И. Ленину
Памятник В. И. Ленину располагался на центральной площади города, напротив гарнизонного дома офицеров. В 2012 году памятник был перенесён в начало бульвара Советской Армии, а на его месте был построен фонтан, рядом с которым поставили скульптуру героев фильма Мимино.
Автор памятника — инженер Александр Леонидов, работавший на полигоне Сары-Шаган.

### Памятник первым строителям Приозёрска
3 июля 1956 года первые тринадцать строителей прибыли на железнодорожную станцию Сары-Шаган.
Памятник посвящён первым строителям города Приозерск. Он расположен на берегу озера Балхаш.

### Памятник погибшим лётчикам
Находится на берегу озера Балхаш. Представляет собой самолёт МиГ-17ПФ на постаменте. Одна табличка гласит «Воинам авиаторам приозерского гарнизона. 1972», вторая содержит список из 28 имён и званий погибших лётчиков.

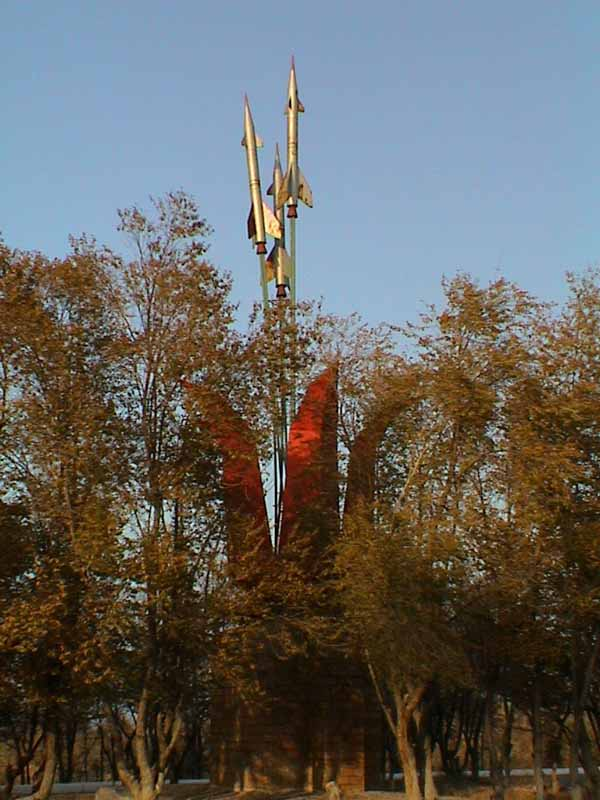
Тюльпан
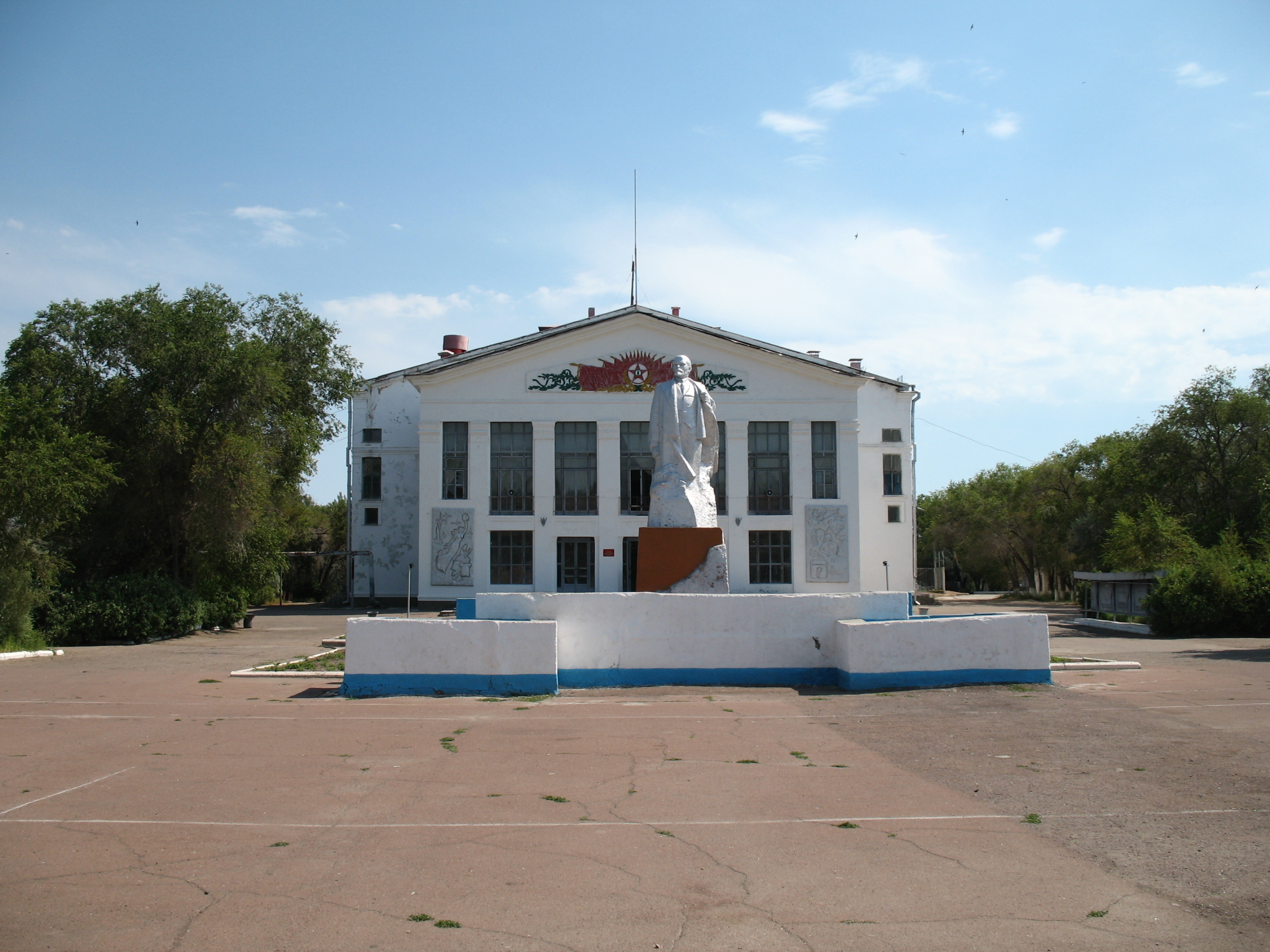
Центральная площадь в Приозёрске
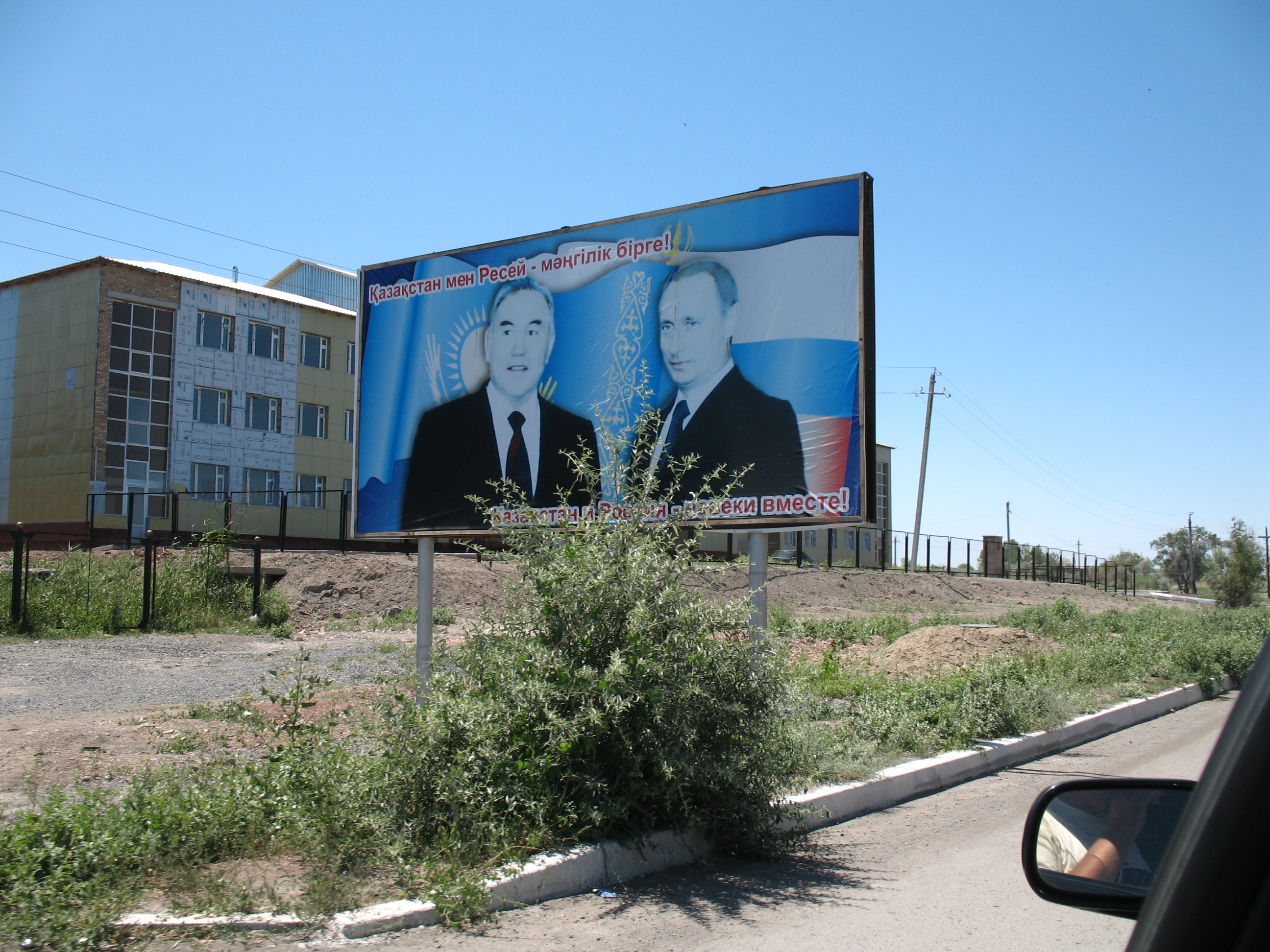
Центральная больница
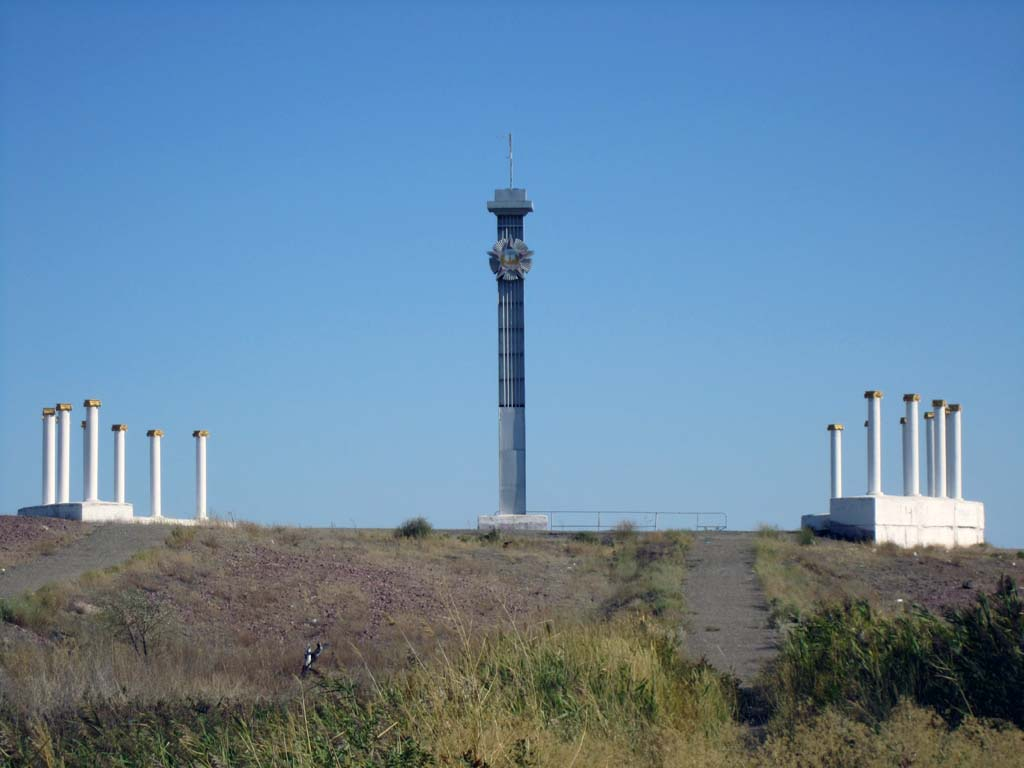
Памятник строителям
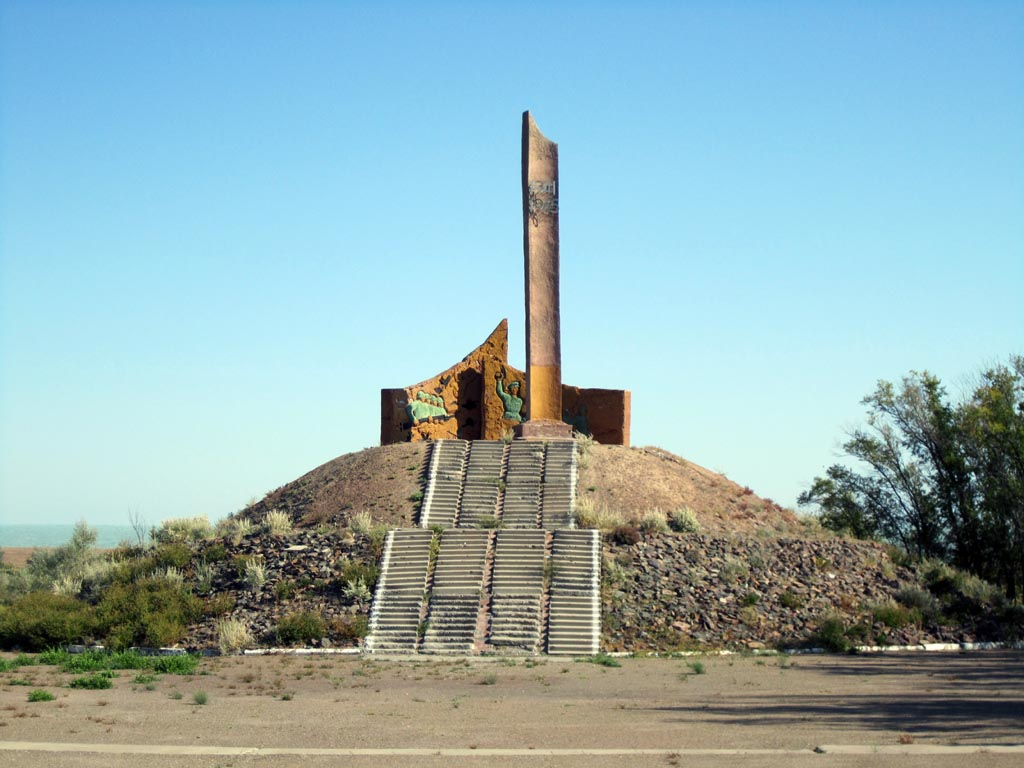
Никто не забыт, ничто не забыто
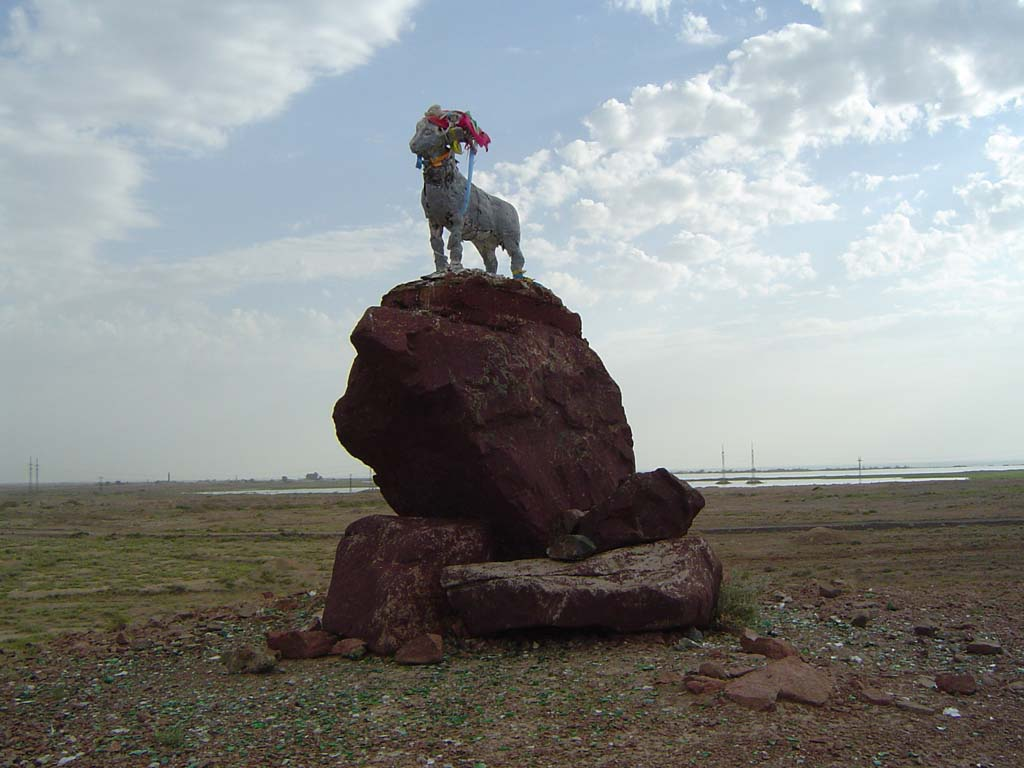
Талисман
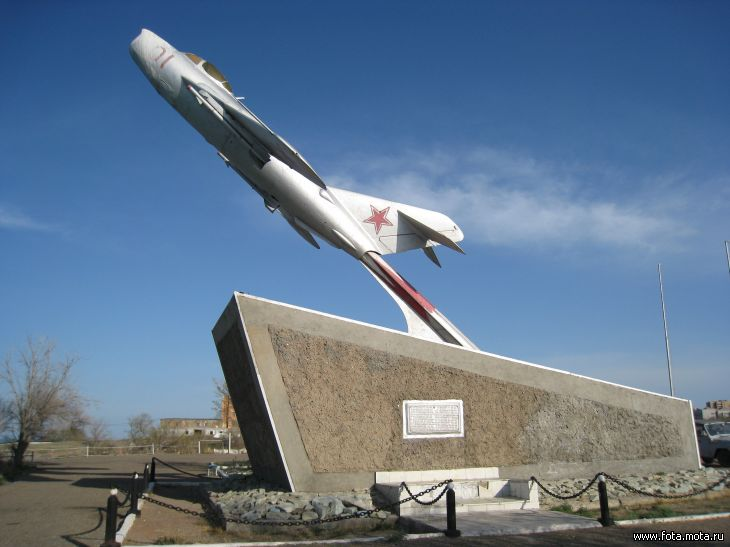
Памятник погибшим лётчикам